# Invincible (Carola-dal)
Az Invincible (magyarul: Legyőzhetetlen) című dal volt a 2006-os Eurovíziós Dalfesztiválon Svédországot képviselő dal, melyet Carola Häggkvist adott elő angol nyelven. Az énekesnő korábban két alkalommal vett részt a dalfesztiválon: 1983-ban harmadik volt, 1991-ben megnyerte a versenyt.
A dal a 2006. március 18-án rendezett svéd nemzeti döntőn nyerte el az indulás jogát, ahol svéd nyelven, Evighet ("Örökké") címmel adták elő.
A dal egy erőteljes balladaként indul, majd gyors tempójúvá válik. Szövegében az énekes a szerelem legyőzhetetlen voltáról beszél.
Mivel Svédország az előző évben nem végzett az első tízben, a dalt először az elődöntőben adták elő. A május 18-án rendezett elődöntőben a fellépési sorrendben huszadikként adták elő, a portugál Nonstop együttes Coisas de nada című dala után, és az észt Sandra Oxenryd Through My Window című dala előtt. A szavazás során kétszáztizennégy pontot szerzett, mely a negyedik helyet érte a huszonhárom fős mezőnyben, így továbbjutott a döntőbe.
A május 20-án rendezett döntőben a fellépési sorrendben huszonkettedikként adták elő, az ír Brian Kennedy Every Song Is A Cry For Love című dala után, és a török Sibel Tüzün Süper star című dala előtt. A szavazás során százhetven pontot szerzett, mely az ötödik helyet érte a huszonnégy fős mezőnyben.
A dal svéd nyelvű változata három héten át vezette a svéd slágerlistát, míg a norvég slágerlistán a nyolcadik helyig jutott. Az angol nyelvű változat huszonkilencedik volt Svédországban, és hatodik Belgiumban.
A következő svéd induló a The Ark együttes The Worrying Kind című dala volt a 2007-es Eurovíziós Dalfesztiválon.